# Hobbiton

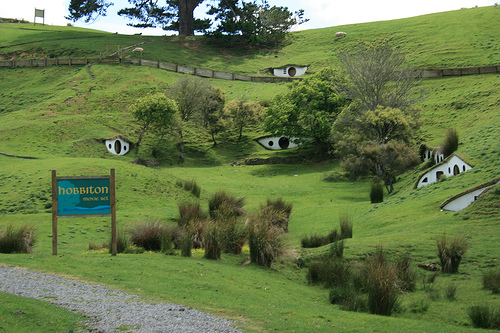
Hobbiton en la adaptación cinematográfica de El Señor de los Anillos de Peter Jackson.

Hobbiton es un lugar ficticio del legendarium del escritor J. R. R. Tolkien, que aparece en sus novelas El hobbit y El Señor de los Anillos. Es uno de los pueblos más antiguos de la Comarca, situado en la Cuaderna del Oeste, al sur de Sobremonte y al noroeste de Delagua. Se extiende a ambos lados del arroyo El Agua y también incluye La Colina.
Su nombre del pueblo está compuesto de Hobbit y ton, forma contraída de town, que significa "pueblo" en inglés
en total ciudad de los Hobbits.

## Historia
Hobbiton se alza a ambos lados de El Agua, el arroyo que lo cruza. En la Colina, Bungo Bolsón construyó Bolsón Cerrado en el año 2941 T. E. A ese mismo lugar llegaron Gandalf, Thorin y su compañía de enanos al principio de los acontecimientos narrados en El Hobbit.
Hobbiton disponía de una oficina de correos, que en el año 3001 T. E. quedó bloqueada a causa de las numerosas invitaciones que Bilbo Bolsón envió para la celebración de su 111 cumpleaños. Esta celebración tuvo lugar el 22 de septiembre del mismo año.
Al final de la Guerra del Anillo, Hobbiton había sido arrasado e industrializado junto con toda la Comarca por Saruman. Hombres habían invadido los campos y Lotho Sacovilla-Bolsón se había nombrado Jefe. A partir del 31 de octubre de 3019 T. E. Frodo Bolsón y sus compañeros llevaron a cabo una revuelta que terminó en la expulsión de los invasores y en la muerte de Saruman, conocida como el Saneamiento de la Comarca. Después de esto, Hobbiton fue reconstruida.

## Lugares

### La Colina

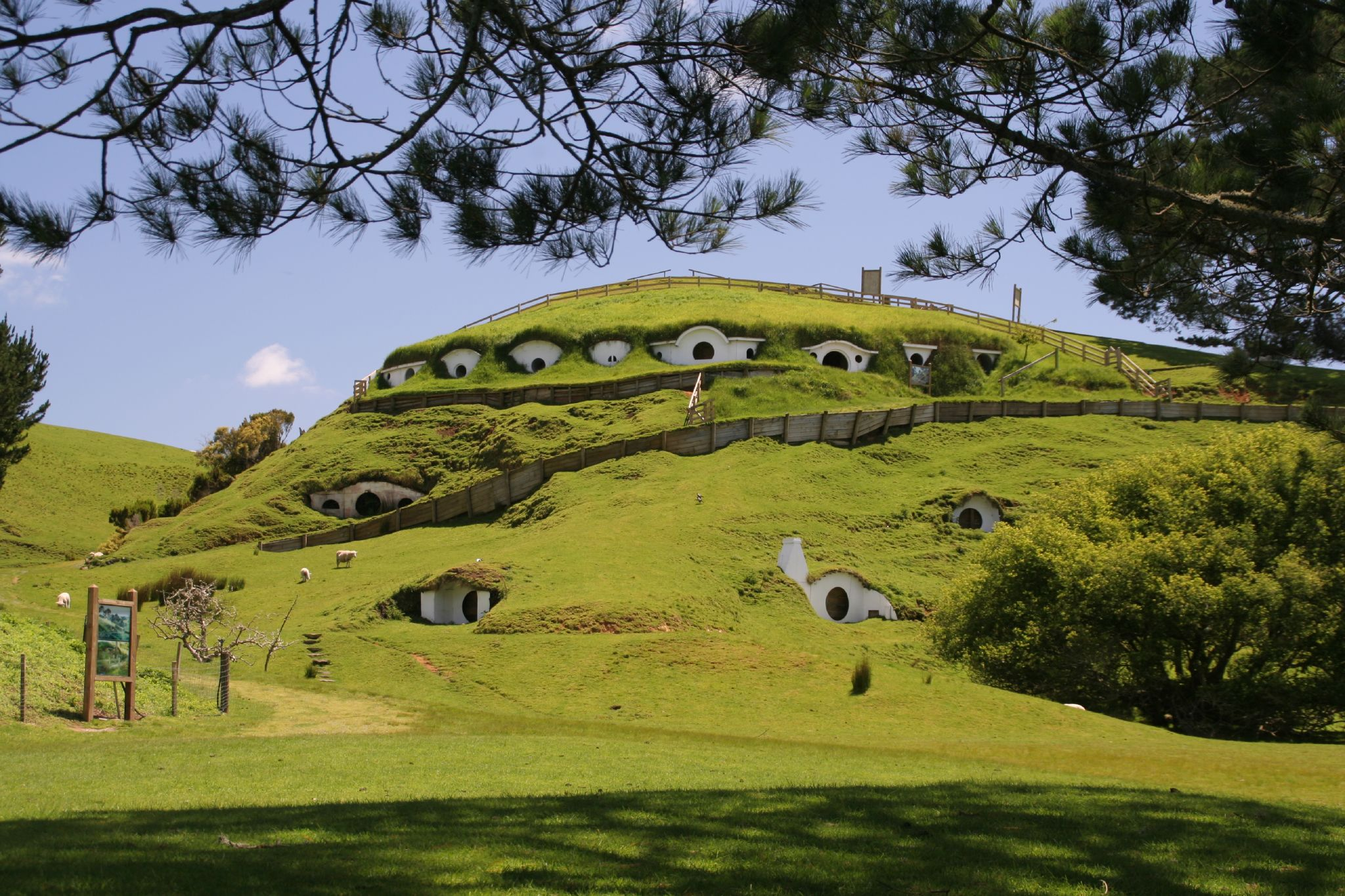
La Colina en la adaptación cinematográfica de El Señor de los Anillos de Peter Jackson.

La Colina, como su nombre lo indica, es una colina situada entre los pueblos de Hobbiton y Sobremonte, aunque pertenece al primero. Está cubierta de jardines y campos de labranza. Al pie de la ladera sur fluye el arroyo de El Agua.
La calle de Bolsón de Tirada sube serpenteando por la ladera sur de la Colina, donde se encuentran tres agujeros Hobbit. En el número tres vivía la familia Gamyi. Al final de la calle se encontraba Bolsón Cerrado, hogar de Bilbo Bolsón y posteriormente de su sobrino Frodo.
Durante la Guerra del Anillo y la invasión de la Comarca por parte de Saruman, los jardines y los campos de la Colina fueron arrasados y Bolsón de Tirada destruida. Finalizada la guerra, una de las primeras tareas fue la restauración de la Colina, limpiando Bolsón Cerrado, construyendo nuevos agujeros Hobbit y reconstruyendo Bolsón de Tirada, que fue rebautizada como Nueva Tirada.

### Campo de la Fiesta
El Campo de la Fiesta es una pradera que se extiende al pie la Colina, frente a Bolsón Cerrado. Su nombre se debe a la fiesta del 111 cumpleaños de Bilbo, que fue celebrada allí. Además de una inmensa cocina al aire libre, la pradera fue cubierta de pabellones, uno de ellos tan grande que el árbol que se levantaba en el lugar, llamado a partir de entonces Árbol de la Fiesta, cabía dentro de ella.
Durante la Guerra del Anillo, los rufianes de Saruman cortaron el Árbol de la Fiesta. Sin embargo, cuando comenzó el Saneamiento de la Comarca, Samsagaz Gamyi enterró en el Campo la nuez que le dio la dama Galadriel en Lothlórien. De ella creció un árbol mallorn y Hobbits de todas partes de la Comarca hicieron largos viajes para verlo.